# S/S Bussard

S/S Bussard är ett koleldat arbetsfartyg som byggdes 1906 på Meyer-Werft i Papenburg åt Königliche Wasserbau-Inspektion i Flensburg för 224 000 goldmark. 
Bussard användes för utläggning och underhåll av sjömärken samt påfyllning av gas i lysbojar i Kielbukten. Hon hade först hemmahamn i staden Sønderborg, som på den tiden var tysk, och efter första världskriget i Kiel. Hon försörjde också fyrskeppet Fehmarnbelt med förnödenheter och användes som start- och målfartyg under Kieler Woche. Fartyget togs ur tjänst år 1979 på grund av höga driftskostnader och i juli 1980 skänktes hon till Sjöfartsmuseet i Kiel.
År 2001 började frivilliga krafter arbetet med att få Bussard i drift igen och den 5 november 2007 kunde hon efter renovering av ångpanna och ångmaskin göra en första provtur.
Fartyget underhålls och drivs av den år 2005 stiftade ideella föreningen 
Dampfer Bussard e. V. och gör charterturer med upp till 100 passagerare.